# 法莱托堡
法莱托堡（義大利語：Castiglione Falletto）是意大利库内奥省的一个市镇。总面积4平方公里，人口709人，人口密度177.3人/平方公里（2009年）。ISTAT代码为004055。